# Bogdanowa (obwód lipiecki)
Bogdanowa (ros. Богданова) – wieś (ros. деревня, trb. dieriewnia) w zachodniej Rosji, w sielsowiecie spasskim rejonu wołowskiego w obwodzie lipieckim.

## Geografia
Miejscowość położona nad rzeką Dubawczik, 3,5 km od centrum administracyjnego sielsowietu spasskiego (Kazakowo), 5,5 km od centrum administracyjnego rejonu (Wołowo), 128 km od stolicy obwodu (Lipieck).
W granicach miejscowości znajdują się ulice: Bieriegowaja, Dorożnaja.

## Demografia
W 2012 r. miejscowość zamieszkiwały 52 osoby.